# Mohamed Ahmed (football)
Ne doit pas être confondu avec Mohamed Ahmed.
Juma Mohamed Ahmed Ali Gharib (arabe : محمد أحمد), né le 16 avril 1989 à Dubaï aux Émirats arabes unis, est un joueur de football international émirati, qui évolue au poste de défenseur.

## Biographie

### Carrière en sélection
Avec l'équipe des Émirats arabes unis, il joue 32 matchs (pour un but inscrit) depuis 2011. Il figure notamment dans le groupe des sélectionnés lors de la Coupe d'Asie des nations de 2011.
Il participe également aux JO de 2012.

## Palmarès
| Al Shabab - Championnat des Émirats arabes unis (1) : - Champion : 2007-08. - Coupe des Émirats arabes unis : - Finaliste : 2008-09 et 2009-10. - Supercoupe des Émirats arabes unis : - Finaliste : 2008. - Coupe du Golfe des clubs champions (1) : - Vainqueur : 2011. |  | Al-Aïn Club - Championnat des Émirats arabes unis (2) : - Champion : 2013 et 2015. |

### En sélection nationale
- Troisième de la Coupe d'Asie 2015.